# Barre Balzac
La barre Balzac est une barre d'habitation située à La Courneuve dans la cité des 4000 en Seine-Saint-Denis. Elle est construite entre 1963 et 1964 sur les plans des architectes Clément Tambuté et Henry-Charles Delacroix et démolie en 2011.

## Architecture
Le bâtiment mesure 53 mètres de hauteur et 185 mètres de long et compte 307 logements répartis sur quinze étages.

## Historique
En 1988 et 1989, elle est restructurée par l'architecte Laurent Israël qui fait supprimer vingt-deux appartements pour créer trois puits de lumière. Il rénove également l'étanchéité et l'électricité de l'immeuble est remise aux normes.
Le 19 juin 2005, au pied de la barre, un jeune de onze ans, Sid-Ahmed, est tué, victime d'une balle perdue lors d'un règlement de comptes entre bandes rivales. Le lendemain, le ministre de l'Intérieur Nicolas Sarkozy rend visite à la famille endeuillée. À cette occasion, il tient un discours et fait l'annonce de « nettoyer la cité au Kärcher ».
En 2009, un fourgon de police essuie des tirs de kalachnikov devant l'immeuble,.
Fin mai 2010, un homme de 28 ans est tué par balles dans l'immeuble. Le 10 juin, une opération de police permet l'interpellation de cinq individus et la saisie de 100 kg de résine de cannabis, 54 000 € en espèce, une arme à feu, plusieurs gilets pare-balles et huit véhicules,.
Le 8 juillet 2010, alors que la barre est dans l'attente de sa démolition, 120 squatteurs qui occupaient 41 logements sont expulsés. Le 21 juillet, 150 personnes installées au pied de l'immeuble sont de nouveau évacuées,,.
Le bâtiment est démoli par grignotage durant l'été 2011, entre le 20 juillet et début septembre, par l'entreprise Genier-Deforge,,. Elle est la cinquième barre à être démolie dans la cité des 4000.

## Documentaire
- Mehdi Meklat et Badroudine Saïd Abdallah, Quand il a fallu partir, 2015.